# King Diamond (groupe)
Cet article concerne le groupe musical. Pour le chanteur du groupe, voir King Diamond.
King Diamond est un groupe de heavy metal danois, originaire de Copenhague. Il est formé en 1985 par le chanteur King Diamond, les guitaristes Andy LaRocque et Michael Denner, le bassiste Timi Hansen et le batteur Mikkey Dee. Diamond, Denner et Hansen se séparent du groupe Mercyful Fate, et décident de former un nouveau groupe avec King Diamond comme meneur, comme pour Mercyful Fate,. En 1985, King Diamond fait paraître son premier album Fatal Portrait. Dès lors, le groupe a commercialisé douze albums studio (principalement des albums-concepts), deux albums live, deux extended plays, cinq compilations et cinq singles.
Depuis la création du groupe, plus de quinze artistes ont participé aux compositions du groupe, les deux principaux membres de toujours étant le chanteur King Diamond et le guitariste Andy LaRocque. En 1987, le groupe fait paraître son second album studio Abigail (leur premier album-concept). Pendant les années 1980, King Diamond fait paraître un total de quatre albums studio. Au début des années 1990, l'activité du groupe est suspendue lorsque King Diamond réunit ses membres pour former de nouveau Mercyful Fate,. Après avoir réformé King Diamond en 1994, Diamond alterne entre enregistrements et tournées avec Mercyful Fate et son groupe éponyme dans les années 1990. Depuis le début des années 2000, King Diamond continue les enregistrements et les tournées jusqu'en 2001 où le groupe se compose de King Diamond, du guitariste Andy LaRocque, du guitariste Mike Wead, du bassiste Hal Patino et du batteur Matt Thompson.

## Biographie

### Formation et premiers albums (1985-1987)
Le groupe est formé en 1985 par le chanteur King Diamond, le guitariste Michael Denner et le bassiste Timi Hansen,. Les trois membres se sont récemment séparés du groupe Mercyful Fate, à la suite de différents musicaux entre King Diamond et le guitariste Hank Shermann,,. Selon Diamond, lorsque lui, Denner et Hansen ont décidé de créer un nouveau groupe, ils choisissent le nom de « King Diamond » pour que « ça aille mieux », et du fait que le nom soit connu de Mercyful Fate,. Pour compléter le line-up du groupe King Diamond, ils choisissent le batteur Mikkey Dee et le guitariste Andy LaRocque.
En juillet 1985, le groupe enregistre son premier album au Sound Track Studio de Copenhague, au Danemark. Le 25 décembre, Le groupe fait paraître son premier single No Presents for Christmas. Fatal Portrait, le premier album studio longue durée du groupe, est commercialisé le 17 février 1986, au label Roadrunner Records. Produit par Rune Höyer et le chanteur King Diamond, l'album atteint la 33e place des classements musicaux suédois, et présente le single Halloween, paru le 6 janvier 1986.
En décembre 1986, King Diamond commence l'enregistrement de son second album studio, encore une fois au Sound Track Studio de Copenhague. Avant la parution de l'album, le groupe fait sortir le single The Family Ghost le 1er juillet 1987, pour lequel ils enregistrent leur premier vidéoclip,. Le 21 octobre 1987, King Diamond commercialise l'album Abigail, leur premier album-concept inspiré de la biographie de King Diamond,. L'album atteint la 39e place des classements musicaux en Suède, la 68e aux Pays-Bas, et la 23e au Billboard 200. À la suite de la sortie d'Abigail, le guitariste Michael Denner quitte le groupe à cause des contraintes causées par les tournées. Il est remplacé par Mike Moon pour la tournée promotionnelle de l'album, durant laquelle le groupe enregistre en live l'album In Concert 1987: Abigail (cependant il n'est pas commercialisé avant 1990),.

### ThemetConspiracy(1988-1989)
La tournée Abigail achevée, le guitariste Mike Moon et le bassiste Timi Hansen sont remplacés par Pete Blakk et Hal Patino respectivement. Le 13 septembre 1988, King Diamond fait paraître l'album Them, enregistré au M.M.C. Studio de Copenhague, au Danemark. Un autre album-concept de Them atteint la 38e place des classements musicaux suédois, la 65e place aux Pays-Bas, et la 89e place au Billboard 200, ce qui fait de Them l'album le mieux classé de King Diamond en Amérique à ce jour. Un autre vidéoclip est également tourné, cette fois pour le single Welcome Home. Le 1er novembre, le groupe fait paraître l'EP intitulé The Dark Sides, une collection d'anciennes chansons du groupe accompagnées d'une chanson exclusive.
La tournée promotionnelle pour Them achevée, Mikkey Dee quitte King Diamond. Cependant, il est de nouveau engagé pour jouer de la batterie dans leur prochain album, après lequel il est remplacé par Snowy Shaw. Le 21 août 1989, King Diamond fait paraître l'album Conspiracy, qui atteint la 41e place en Suède, la 64e place aux Pays-Bas, et la 111e place au Billboard 200,. La suite de Them, Conspiracy est de nouveau enregistrée au M.M.C. Studio,. Un vidéoclip est tourné pour le single Sleepless Nights.

### Du titreThe EyeàHouse of God(1990-2000)
En juin 1990, King Diamond début l'enregistrement de cinquième album studio aux Sweet Silence Studios de Copenhague, au Danemark. Bien que Snowy Shaw soit le batteur de King Diamond, la partie batterie de l'album ont été enregistrées à l'aide d'une boîte à rythmes. Paru le 30 octobre 1990, The Eye débute 179e au Billboard 200,. Cependant, le groupe n'entame aucune tournée promotionnelle pour l'album, par manque de support de la part de leur label. Après The Eye, Hal Patino et Pete Blakk sont remplacés par Sharlee D'Angelo et Mike Wead, respectivement,. Cependant, rien n'est enregistré avec ce line-up, du fait que le chanteur King Diamond ait réunit les membres de Mercyful Fate en 1993 (King Diamond alternera entre enregistrements et tournées avec Mercyful Fate et son groupe éponyme dans les années 1990),.
Les enregistrements et tournées achevées avec Mercyful Fate, King Diamond reforme son groupe éponyme en 1994. Avec le line-up de King Diamond, Andy La Rocque, les guitaristes Herb Simonsen, le bassiste Chris Estes et le batteur Darrin Anthony, passe septembre et octobre 1994 à enregistrer leur nouvel album,. Paru le 6 juin 1995, The Spider's Lullabye est le premier album du groupe distribué chez Metal Blade Records, et leur premier album studio depuis Fatal Portrait à ne pas être un album-concept. L'album atteint la 31e place des classements musicaux finlandais. En mars 1996, King Diamond commence l'enregistrement de son septime album studio au Dallas Sound Lab. Paru le 1er octobre 1996, The Graveyard voit King Diamond écrire à nouveau des albums-concept. L'album atteint également la 23e place en Finlande. À la suite de la parution de l'album, le batteur Darrin Anthony est forcé de quitter le groupe à la suite d'un accident de voiture, et se voit alors remplacer par John Luke Hebert.
Le 24 février 1998, King Diamond fait paraître l'album Voodoo, qui atteint la 27e place des classements musicaux finlandais, et la 55e place des classements musicaux suédois. À la suite de la parution de l'album, le guitariste Herb Simonsen est remplacé par Glen Drover,. Lorsque l'activité de Mercyful Fate se met en suspens en 1999, King Diamond commence l'enregistrement de l'album House of God au Nomad Recording Studio de Carrollton, Dallas, au Texas, avec le nouveau bassiste Paul David Harbour, qui a remplacé Chris Estes. Paru le 20 juin 2000, l'album atteint la 60e place en Suède. Après la parution de l'album, le guitariste Glen Drover et le batteur John Luke Hebert sont remplacés par Mike Wead et Matt Thompson, respectivement.

### Dernières activités (depuis 2001)

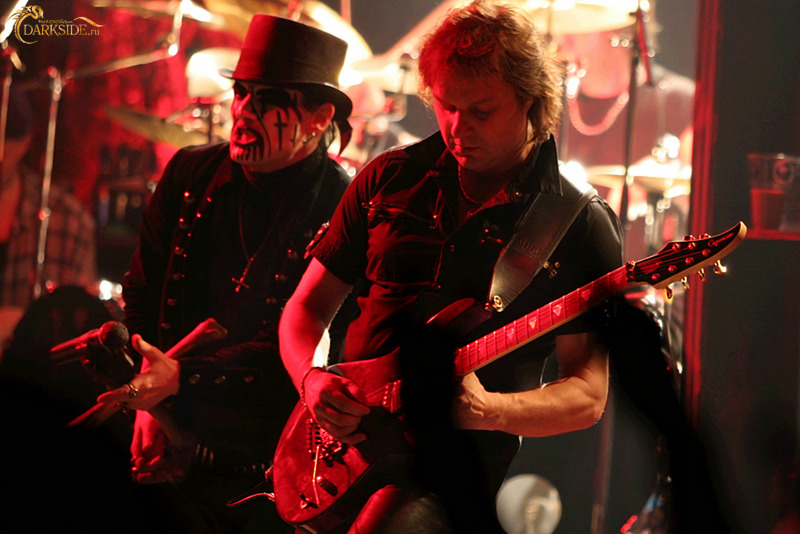
King Diamond, sur scène en 2006.

En mai 2001, King Diamond commence l'enregistrement de son dixième album studio, une nouvelle fois au Nomad Recording Studio. Paru le 29 janvier 2002, anglais : Abigail II: The Revenge est la suite de l'album Abigail paru en 1987. Il s'agit également du premier album King Diamond depuis The Eye en 1990 à présenter le bassiste Hal Patino qui a rejoint le groupe durant le processus d'enregistrement,. King Diamond décide de ne pas tourner en promotion de cet album car Metal Blade refusait de participer à son financement alors que ses ventes souffrent de la concurrence du téléchargement illégal. Malgré ça, l'album atteint la 24e place en Finlande et la 42e place en Suède.
Le 21 octobre 2003, King Diamond fait paraître l'album The Puppet Master qui atteint la 36e place en Suède. En plus de la présence du groupe, l'album présente les voix additionnelles effectuées par Livia Zita (en), qui est également l'épouse de King Diamond. Pendant la tournée promotionnelle de The Puppet Master, le groupe enregistre l'album live Deadly Lullabyes (en), qui est commercialisé le 24 septembre 2004. En avril 2006, l'ancien membre Mikkey Dee (alors avec Motörhead, actuellement batteur du groupe Scorpions) fait une brève apparition au gig à guichet fermé de King Diamond à Gothenburg, en Suède. Le 26 juin 2007, King Diamond fait paraître l'album Give Me Your Soul...Please. L'album atteint la 25e place en Finlande, la 28e en Suède et la 174e au Billboard 200. Le titre Never Ending Hill est nommé aux Grammy dans la catégorie « meilleure performance metal » (le premier du groupe). Un vidéoclip est également tourné pour le titre principal de l'album.
Fin novembre 2010, King Diamond est emmené d'urgence à l'hôpital à la suite de multiples attaques cardiaques. Trois de ses artères sont bouchées, il doit être transféré au bloc pour une opération chirurgicale. L'opération s'étant déroulée avec succès, il retourne chez lui pour récupérer. Diamond arrête également la cigarette, change d'alimentation et pratique régulièrement le sport, d'après son épouse. Le 27 janvier 2012, Diamond fait son apparition à la cinquième édition de l'Annual Nomad Recording Studio Throwdown, avec trois chansons : The Family Ghost, Evil et Burn. Le 9 juin 2012, le groupe entier King Diamond joue au Sweden Rock Festival. Ils sont également rejoints sur scène par Michael Denner, Hank Shermann, Mikkey Dee et Michael Poulsen de Volbeat. Le groupe se produit la semaine suivante au Hellfest. Rassuré par la performance de son chanteur lors de ces deux dates, le groupe tourne de nouveau régulièrement depuis 2013.

## Membres

### Membres actuels
- King Diamond - chant, claviers (depuis 1985)[3]
- Andy LaRocque - guitare, claviers (depuis 1985)[3]
- Hal Patino - basse (1988-1990, depuis 2001)[3]
- Mike Wead - guitare (1991-1993, depuis 2000)[3]
- Matt Thompson - batterie (depuis 2000)[3]

### Anciens membres
- Michael Denner - guitare (1985-1987)[3]
- Timi Hansen - basse (1985-1988)[3]
- Mikkey Dee - batterie (1985-1988)[3]
- Mike Moon - guitare (1987)[3]
- Pete Blakk - guitare (1988-1990)[3]
- Snowy Shaw - batterie (1989-1992)[3]
- Sharlee D'Angelo - basse (1991-1993)[3]
- Darrin Anthony - batterie (1994-1996)[3]
- Herb Simonsen - guitare (1994-1998)[3]
- Chris Estes - basse (1994-1999)[3]
- John Luke Hebert - batterie (1996-2000)[3]
- Glen Drover - guitare (1998-2000)[3]
- Paul David Harbour - basse (2000)[3]

## Discographie
- 1986 : Fatal Portrait
- 1987 : Abigail
- 1988 : Them
- 1989 : Conspiracy
- 1990 : The Eye
- 1995 : The Spider's Lullabye
- 1996 : The Graveyard
- 1998 : Voodoo
- 2000 : House of God
- 2002 : Abigail II: The Revenge
- 2003 : The Puppet Master
- 2007 : Give Me Your Soul...Please